# Lingvay Klára

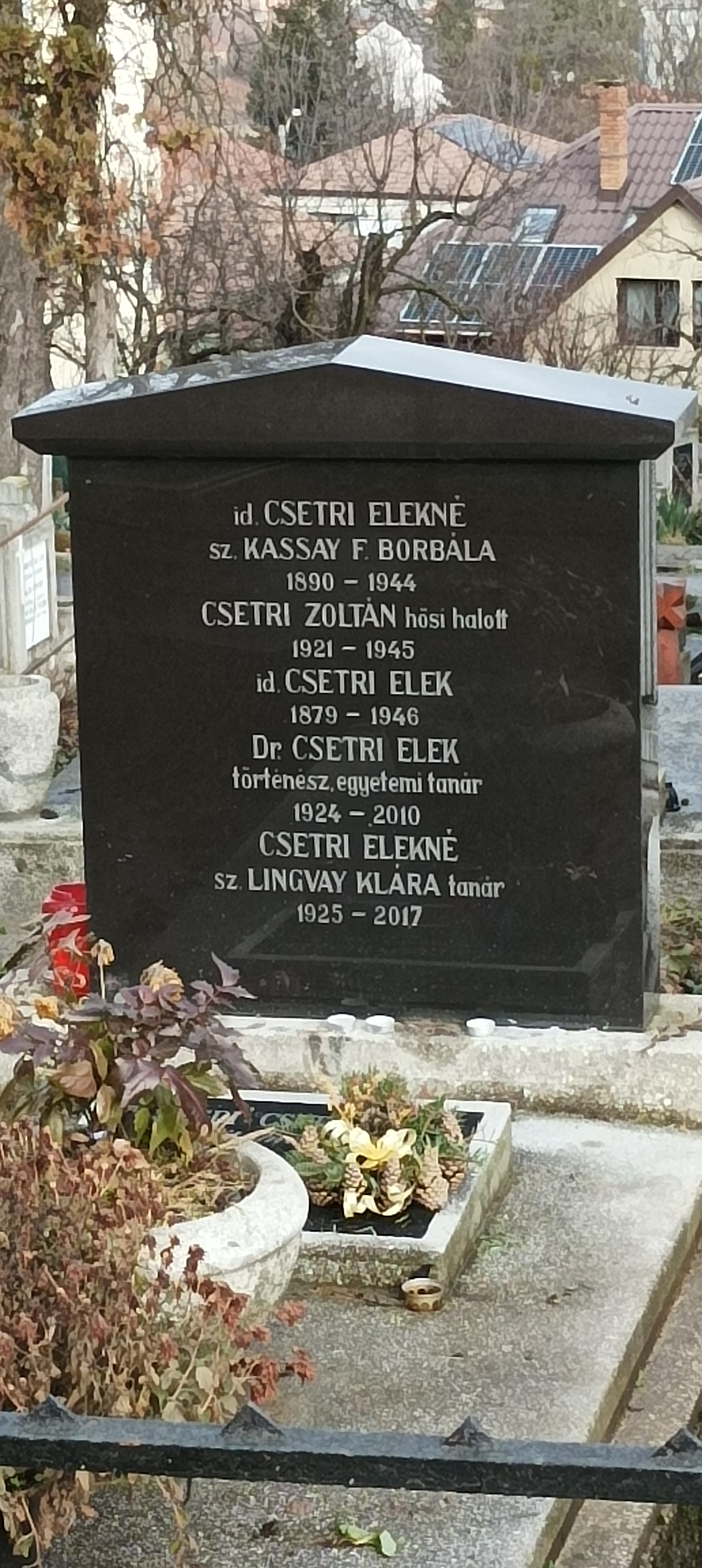
Családi síremlék a Házsongárdi temetőben

Lingvay Klára, Cs. Lingvay, Csetriné Lingvay (Máramarossziget, 1925. február 19. – 2017. május 18. előtt) tankönyvíró, szerkesztő, Csetri Elek felesége.

## Életútja
Középiskolát szülővárosa Állami Leánygimnáziumában végzett (1944). A Bolyai tudományegyetemen magyar-francia szakon államvizsgázott (1949), ugyanitt tanársegéd (1949–51), majd különböző kolozsvári iskolákban, 1959-től 1979-ig az Ady-Șincai Líceumban tanár, miközben Nagy Gézával a Tanártovábbképző Intézet keretében az egyetemi hallgatók pedagógiai gyakorlatait vezette. Számos irodalmi diákműsort és színielőadást szervezett, magyar irodalmi tankönyvek szerkesztésében vett részt. Cikkeit a Tanügyi Újság és Igazság közölte.

## Munkássága
A magyar irodalmi hagyaték ismertetésére törekedve klasszikus költőink gyermekverseiből Pillangó címen válogatást készített (1957); közölt Gyarmathy Zsigáné irodalmi levelezéséből (NyIrK, 1969/1); szerkesztette Juhász Gyula (1978) és Kosztolányi Dezső (1981) válogatott verseit. Óvodások és kisiskolások számára összeállított gyermekversgyűjteményének az Aranyos pillangó címet adta (1994).
Nagyasszonyaink című könyve 15 erdélyi nagyasszony munkásságát, történetét feldolgozva láttatja Erdély történetét (2002).
Pályaképek : Szendrey Júlia, Podmaniczky Júlia, Kaffka Margit című kötetében híres nők életét mutatta be. (2004)
Dolgozott a Romániai Magyar Dalosszövetségben, ennek 2005. évi közgyűléséről ő számolt be a Művelődés című folyóirat 2006. évi 2. számában.

## Díjak, elismerések
- Lorántffy Zsuzsanna-pályázat első díja (2000)[5]
- Ezüstgyopár díj (2003)